# Friedrich Wilhelm von Vernezobre
Friedrich Wilhelm Baron von Vernezobre, auch Friedrich Wilhelm Baron de Vernezobre de Laurieux (* 7. August 1721 in Berlin; † 5. November 1781) war ein preußischer Offizier, Gutsbesitzer und Landrat.

## Leben
Er war ein Sohn von François Mathieu Vernezobre de Laurieux und Marie Henriette geborene Vernezobre. Zusammen mit seinem ein Jahr älteren Bruder Matthäus schrieb er sich 1737 an der Universität in Frankfurt (Oder) ein. Er trat dann in die preußische Armee ein und diente 1741 bis 1742 im Kürassier-Regiment „Graf Wrangel“, wechselte dann in das Dragoner-Regiment von Möllendorff und wurde 1748 als Leutnant in das Neumärkische Dragoner-Regiment Nr. 3 versetzt.
Nachdem sein Vater 1748 gestorben war, gab er mit dem Rang eines Hauptmanns die militärische Laufbahn auf. Er hatte von seinem Vater die Lausitzer Güter Krieschow, Briesen, Brahmow und Milkersdorf geerbt. Er ließ sich auf Briesen im Landkreis Cottbus nieder, wo er 1758 zunächst Nebenlandrat des Julius Ulrich von Buggenhagen († 1763), dem Ehemann seiner Schwester Marie Anne war, folgend in diesem brandenburgischen Kreis dann selbst 1760 Landrat wurde. Durch den Siebenjährigen Krieg und wirtschaftliche Misserfolge geriet er in große Schwierigkeiten. Die schuldenfrei übernommenen Güter waren 1769 hoch belastet und wurden 1781 zwangsversteigert. Er starb ohne männlichen Erben und hinterließ seinen Töchtern keinen nennenswerten Besitz.
Nach einer Vakanz von einem Jahr folgte ihm Friedrich Ehrenreich von Muschwitz als Landrat.